# Чижевский, Герман Михайлович
Герман Михайлович Чижевский (род. 1928) — русский советский писатель-фантаст и художник-иллюстратор.

## Биография
Родился в 1928 году в Москве. Окончил биологический факультет МГУ и художественно-графический факультет Московского полиграфического института.

## Литературная деятельность
Автор научно-популярных книг и статей, научно-фантастических произведений. В последнем жанре опубликованы повесть «В дебрях времени» (1963) и несколько рассказов — «Как жёлтый Джек спустился с гор» (1964), «Зыбкое марево атолла» (1966; др. — «В мареве атолла»), «Гамадриады подстерегают в саду» (1969) и других.
Палеонтологическая фантазия «В дебрях времени» — повествование о некогда населявших нашу планету животных, проиллюстрированное многочисленными рисунками автора и обрамлённое довольно схематичным сюжетом (путешествие главного героя в прошлое на машине времени, позаимствованной у уэллсовского Путешественника). Повесть редактировал А. Н. Стругацкий, который счёл её интересной в биологическом отношении, но слабой в литературном плане, и, к неудовольствию Чижевского, существенно переработал.
В 1964 году, вместе с двумя другими писателями-фантастами — А. Колпаковым и Ю. Котляром, Чижевский подписал письмо в ЦК ВЛКСМ, в котором указывалось на неверное идеологическое наполнение книг издательства «Молодая гвардия», высказывались претензии  к творчеству братьев Стругацких, Ариадны Громовой, Еремея Парнова и ряда других писателей и критиков, работающих в жанре научной фантастики.
В конце 1960-х годов работал над научно-фантастической повестью «Герои туманных каньонов» и научно-популярной книгой «Эра гигантских ящеров», которые так не были опубликованы.

### Иллюстрация книг
Иллюстрации ко многим своим произведения делал сам. Иллюстрировал также журнал «Вокруг света», книги А. Волкова «Путешественники в третье тысячелетие» (Детгиз, 1960), С. де Кампа «С ружьём на динозавра» (На суше и на море, 1970), Д. Биксби «Американская дуэль» (НСиНМ, 1970), О. Зайлер-Джексона «Ловля бегемотов на реке Уэле» (НСиНМ, 1971), Х. Нойкирхена «Пираты» (Прогресс, 1980) и другие.